# Eksperyment sądecki
Eksperyment sądecki – program zainicjowany oddolnie przez lokalne władze powiatowe i wprowadzony w życie uchwałą Rady Ministrów PRL nr 151 z 9 maja 1958 roku w sprawie rozwoju gospodarczego powiatu nowosądeckiego i miasta Nowy Sącz oraz rozszerzenia uprawnień terenowych organów władzy państwowej na tym terenie. Program na terenie Sądecczyzny wdrażano w latach 1958–1964, a oficjalnie zakończono go w 1975 roku.

## Założenia programu
Był to program skierowany wyłącznie na rozwój tego regionu, w przeciwieństwie do planów centralnych. Miał na celu ożywienie aktywności gospodarczo-kulturowo-społecznej mieszkańców Sądecczyzny. Na potrzeby programu stworzono Fundusz Rozwoju Ziemi Sądeckiej. Jego głównym źródłem były ponadplanowe dochody ówczesnych zakładów pracy, oraz 10 proc. narzutu przy konsumpcji alkoholu w lokalach gastronomicznych Sądecczyzny. Autorzy „eksperymentu” (m.in. Kazimierz Węglarski – przewodniczący Prezydium Powiatowej Rady Narodowej, Janusz Pieczkowski – przewodniczący Prezydium Miejskiej Rady Narodowej oraz Witold Adamuszek – sekretarz Komitetu Powiatowego PZPR w Nowym Sączu) postawili trzy cele do realizacji:
- rozwój funkcji uzdrowiskowo-letniskowej i turystycznej, jako głównych motorów gospodarki sądeckiej,
- pobudzenie przemysłu i rzemiosła w oparciu o wykorzystanie miejscowych rezerw surowcowych i ludzkich z naciskiem na powiązany z turystyką przemysł ludowo-artystyczny,
- polepszenie warunków do rozwoju sadownictwa i przetwórstwa owocowo-warzywnego.

Założenia te uwzględniały specyfikę gospodarczo-społeczną Sądecczyzny. W ramach akcji rozbudowywano bazę turystyczną, uzdrowiskową, powstawały nowe placówki hotelowe, gastronomiczne i lecznicze, a także szkoły, drogi i zakłady pracy.

## Efekty wdrażania programu
W 1960 roku na Sądecczyźnie pojawiły się drogi pokryte asfaltem. W 1973 roku ilość dróg o ulepszonej nawierzchni w powiecie wynosiła ok. 90%, dla porównania przed rozpoczęciem eksperymentu w 1957 roku zaledwie 20% dróg miało powierzchnię asfaltową. Równocześnie modernizowano lub uzupełniano oświetlenie uliczne, budowano nowe ciągi kanalizacyjne oraz sieci wodociągowe i gazowe. W latach 1956–1970 na terenie miasta powstało ponad 35 kilometrów sieci wodociągowych, 49 kilometrów sieci kanalizacyjnych, 22,5 kilometrów sieci gazowych, 58 kilometrów trwałych nawierzchni ulic, 1122 punktów oświetlenia ulicznego oraz setki budynków mieszkalnych. W ramach programu powstała Spółdzielnia Ogrodnicza Ziemi Sądeckiej, w której skup warzyw przekraczał 6,5 tys. ton rocznie. Prezydium Powiatowej Rady Narodowej zarządziło w gospodarstwach częściową wymianę rasy bydła na wydajniejszą, mięsną. Obroty gastronomii nowosądeckiej, które w 1957 r. były na poziomie 1 mln zł, po trzech latach funkcjonowania programu przekroczyły 180 mln złotych. Władze powiatowe stawiały na stworzenie tzw. dobrych wsi turystycznych, pierwowzorów gospodarstw agroturystycznych. Wsi przygotowanych na przyjęcie turystów było aż 156 na 185 w całym powiecie. Każde gospodarstwo chcące działać na polu turystyki otrzymywało od powiatu kredyty na przystosowanie domów do celów turystycznych, kandydaci przechodzili także szkolenia z zakresu higieny żywienia i ekonomiki.
Efektem wdrożenia eksperymentu było także powstanie oraz rozbudowa kilku dużych zakładów przemysłowych:
- Sądeckie Zakłady Elektrod Węglowych (1965)
- Sądeckie Zakłady Przetwórstwa Owocowo-Warzywnego
- Zakład Butelkowania Wody Mineralnej w Piwnicznej (1968)[9].
- Sądeckie Zakłady Napraw Autobusów (1979)
- Nowosądecka Fabryka Urządzeń Górniczych
- Sądeckie Zakłady Eksploatacji Kruszywa
- Nowosądecki Kombinat Budowlany
- Nowosądeckie Zakłady Przemysłu Terenowego

## Zakończenie programu
Uchwała obowiązywała do 1975 roku, czyli do momentu reformy administracyjnej, w ramach której powstało m.in. województwo nowosądeckie. Eksperyment stał się wzorcem do powołania w 1997 roku Sądeckiej Miejskiej Strefy Usług Publicznych.